# Femke Liefting
Femke Liefting (Uitgeest, Países Bajos; 2 de enero de 2005) es una jugadora de fútbol neerlandesa. Juega como portera del AZ en la Eredivisie femenina y debutó el 27 de agosto de 2021.

## Carrera
Femke Liefting comenzó como jugadora juvenil en el FC Uitgeest. Posteriormente jugó en la academia juvenil del FC Utrecht. De allí pasó al VV Alkmaar de la Premier League. El 27 de agosto de 2021, en parte debido a las lesiones de la primera portera Henriikka Mäkelä, debutó a los dieciséis años en un partido fuera de casa contra el FC Twente. En 2022 firmó un contrato profesional, lo que significa que también jugará en el VV Alkmaar en la temporada 2022/23. 
Cuando el VV Alkmaar se transfirió al AZ antes de la temporada 2023/24, Liefting también se trasladó al AZ. El 18 de abril de 2024, Liefting firmó un contrato de larga duración con el club de Alkmaar hasta mediados de 2026. 
En un partido contra el Ajax el 20 de abril de 2024, Liefting chocó duramente con el atacante del Ajax Chasity Grant. AZ pronto comunicó que Liefting había recuperado el conocimiento. Fue trasladada a un hospital de Ámsterdam para un chequeo, mientras se detenía el partido. 

## Carrera internacional
Liefting estuvo en la selección de la selección holandesa sub-20 que disputó los mundiales de Costa Rica en 2022 y de Colombia en 2024. Los cuartos de final del torneo 2024 contra el país anfitrión Colombia se decidieron por penales. El Liefting paró dos y Holanda se clasificó para las semifinales. 